# Perdita adjuncta
Perdita adjuncta är en biart som beskrevs av Timberlake 1958. Perdita adjuncta ingår i släktet Perdita och familjen grävbin. Inga underarter finns listade i Catalogue of Life.